# Hyperaea tonsa
Hyperaea tonsa är en tvåvingeart som först beskrevs av Friedrich Hermann Loew 1847.  Hyperaea tonsa ingår i släktet Hyperaea och familjen parasitflugor. Inga underarter finns listade i Catalogue of Life.